# ماري ولز لورانس
ماري ولز لورانس (بالإنجليزية: Mary Wells Lawrence)‏ هي سيدة أعمال أمريكية، ولدت في 25 مايو 1928.

## وصلات خارجية
- ماري ولز لورانس على موقع الموسوعة البريطانية (الإنجليزية)